# Nina Soldano
Nina Soldano, all'anagrafe Antonina Soldano (Pisa, 26 marzo 1963), è un'attrice italiana.
Conquista la popolarità nel 1987, essendo tra i protagonisti di un programma cult della televisione italiana, Indietro tutta!, condotto da Renzo Arbore, dove ha interpretato Miss Sud.
Dopo una lunga carriera tra cinema e televisione, diviene celebre per il ruolo di Marina Giordano nella soap opera di Rai 3 Un posto al sole.

## Biografia
Originaria di Vieste, e cresciuta a Manfredonia fino ai 9 anni, esordisce nel 1985 partecipando come valletta al varietà Fantastico 6. Proprio a Manfredonia, città nota per il suo storico Carnevale, nasce l'amore di Nina per lo spettacolo. Nel 1987 prende parte ad Indietro tutta! di Renzo Arbore, dove interpreta Miss sud. Nel 1992 recita, insieme a Raimondo Vianello e Sandra Mondaini, in un episodio della sitcom Casa Vianello. Aveva però già raggiunto il successo tre anni prima, nel 1989, figurando tra i protagonisti di Disperatamente Giulia, insieme a Tahnee Welch e Fabio Testi. Nel 1992 è diventata Miss 365 - Prima Miss dell'Anno. In seguito partecipa ancora a molte fiction, come nel 1997, quando fa parte del cast della serie In nome della famiglia, nel ruolo di Fulvia Carrara, e dal 1997 al 1999, quando recita nel serial televisivo Incantesimo, con Paola Pitagora e Delia Boccardo, interpretando Luciana Galli.
In seguito recita in altre fiction come: Professione fantasma, Non lasciamoci più, Casa famiglia, Un caso di coscienza e Il giudice Mastrangelo, e nella soap opera italiana Ricominciare. Raggiunge la massima popolarità nel 2003, anno nel quale veste i panni di Marina Giordano nella soap opera italiana Un posto al sole. Nel 2006 è tra i partecipanti del programma televisivo di intrattenimento Notti sul ghiaccio, condotto da Milly Carlucci.
Esordisce al cinema nel 1988 partecipando a due pellicole di successo, La notte degli squali di Tonino Ricci, e Delitti e profumi di Vittorio De Sisti. Dopo aver fatto parte tre anni dopo del cast di Paprika di Tinto Brass, recita da protagonista nella pellicola Fatalità di Ninì Grassia, al fianco di Nino D'Angelo. La sua carriera cinematografica prosegue fino al 2000 – anno del film Ponte Milvio – costituita, tra gli altri, dai film Bonus Malus, Io e il re e Fatal Frames - Fotogrammi mortali. Nel 2011 è protagonista, insieme a Philippe Leroy e Patrizio Rispo del film Vorrei averti qui, che tratta importanti tematiche relative all'adolescenza.
Grazie alla sua carriera riceve, nel 2013, dall'Associazione Culturale Italiana di New York, un premio come attrice italiana più popolare all'estero. Inoltre, è stata ospite d'onore nel 2012, 2013 e 2015 al Festival della canzone italiana di New York.

### Vita privata
Si è sposata a New York, nel 2016, con Teo Bordagni, ingegnere. Si professa cattolica.

## Filmografia

### Cinema
- La notte degli squali, regia di Tonino Ricci (1988)
- Delitti e profumi, regia di Vittorio De Sisti (1988)
- La più bella del reame, regia di Cesare Ferrario (1989)
- Paprika, regia di Tinto Brass (1991)
- Fatalità, regia di Ninì Grassia (1992)
- Bonus Malus, regia di Vito Zagarrio (1993)
- Berlin '39, regia di Sergio Sollima (1994)
- Io e il re, regia di Lucio Gaudino (1995)
- Fatal Frames - Fotogrammi mortali, regia di Al Festa (1996)
- Ponte Milvio, regia di Roberto Meddi (2000)
- Vorrei averti qui, regia di Angelo Antonucci (2011)
- Flaminia, regia di Michela Giraud (2024)

### Televisione
- Disperatamente Giulia, regia di Enrico Maria Salerno – miniserie TV (1989)
- Passi d'amore, regia di Sergio Sollima – miniserie TV (1990)
- Donna d'onore, regia di Stuart Margolin – miniserie TV (1990)
- Casa Vianello, regia di Francesco Vicario – sitcom (1992)
- In nome della famiglia, regia di Vincenzo Verdecchi – soap opera (1997)
- Incantesimo, regia di Alessandro Cane e Gianni Lepre – soap opera (1997-1999)
- Professione fantasma, regia di Vittorio De Sisti – serie TV (1998)
- Non lasciamoci più, regia di Vittorio Sindoni – serie TV (1999)
- Ricominciare, regia di Vincenzo Verdecchi – soap opera (2000-2001)
- Casa famiglia, regia di Riccardo Donna – serie TV (2001)
- Casa famiglia 2, regia di Riccardo Donna – serie TV (2003)
- Un posto al sole – soap opera (2003 - in corso)
- Un caso di coscienza, regia di Luigi Perelli – serie TV (2003)
- Il capitano, regia di Vittorio Sindoni – serie TV (2005)
- Il giudice Mastrangelo, regia di Enrico Oldoini – serie TV (2005)
- Un posto al sole d'estate – soap opera (2007)

## Programmi televisivi
- Fantastico 6 (Rai 1, 1985)
- Indietro tutta! (Rai 2, 1987)
- Ci siamo!?! (Rai 1, 1992)
- Miss Italia (Rai 1, 2000)
- Notti sul ghiaccio (Rai 1, 2006)

## Riconoscimenti
- 2005 – Premio Saint-Vincent fiction
  - Miglior Soap Opera a Un posto al Sole
- 2007 – Roma Fiction Festival
  - Miglior Soap Opera a Un posto al Sole
- 2011 – Premio Ad Haustum Doctrinarum 2011
  -  Miglior attrice di fiction
- 2011 – Premio Fabulae Atellanae 
  - Miglior attrice protagonista di Soap Opera
- 2012 – Premio European Fanday 2012
  - Miglior Soap europea a Un posto al Sole
- 2012 – Premio Malafemmena 2012
- Miglior attrice a Un posto al Sole
- 2012 – Donna Awards 2012
  - Miglior attrice protagonista per la Soap Un posto al sole
- 2012 – Premio Margutta 2012
  - Miglior attrice protagonista di fiction
- 2015 – Premio Dietro Alla Lavagna 2015
- Miglior attrice protagonista di fiction
- 2015 – Donna Dell'Anno a New York
  - Attrice italiana più popolare all'estero
- 2016 – Premio Malafemmina 2016
- Miglior attrice protagonista per la Soap Un posto al sole